# Famille von Eschenbach
La famille von Eschenbach est une famille noble, qui a possédé plusieurs seigneuries en Suisse et dont plusieurs membres ont exercé des fonctions au sein de l'Église.

## Histoire
Konrad von Eschenbach est abbé de Murbach. Avec ses frères Ulrich et Walter, il fonde l'abbaye de Kappel en 1185.
Les Eschenbach fondent Unterseen.

#### Dictionnaire historique de la Suisse
- Notice dans un dictionnaire ou une encyclopédie généraliste :   - Dictionnaire historique de la Suisse
- Notices d'autorité :   - VIAF
  - GND
- Franziska Hälg-Steffen (trad. Pierre-G. Martin), « Eschenbach, von » dans le Dictionnaire historique de la Suisse en ligne, version du 1er novembre 2004.
- Waltraud Hörsch (trad. Françoise Senger), « Eschenbach, Konrad von » dans le Dictionnaire historique de la Suisse en ligne, version du 21 novembre 2005.
- Waltraud Hörsch (trad. Françoise Senger), « Eschenbach, Ulrich von » dans le Dictionnaire historique de la Suisse en ligne, version du 21 novembre 2005.